# Lhota Rapotina
Lhota Rapotina település Csehországban, a Blanskói járásban. Lhota Rapotina Obora, Skalice nad Svitavou, Doubravice nad Svitavou, Boskovice, Újezd u Boskovic és Jabloňany településekkel határos. Lakosainak száma 413 fő (2024. január 1.).

## Népesség
A település lakosságának változását az alábbi diagram mutatja:
| Lakosok száma | 383  | 417  | 516  | 482  | 400  | 357  | 411  | 413  | 397  | 413  |
|               | 1869 | 1890 | 1921 | 1950 | 1980 | 2001 | 2017 | 2019 | 2022 | 2024 |